# Roy Sentjens
Roy Sentjens (Neerpelt, 15 dicembre 1980) è un ex ciclista su strada belga con cittadinanza olandese.
Trovato positivo all'EPO durante la Vuelta a España del 2010, nel successivo mese di gennaio viene squalificato per due anni.

## Palmarès

### Strada
- 1996 (Juniores, una vittoria)

Keizer der Nieuwelingen
- 1997 (Juniores, una vittoria)

Omloop Het Volk Juniores
- 2001 (Juniores, tre vittorie)

Grand Prix d'Affligem
Giro delle Fiandre Under-23
3ª tappa - parte a Flèche du Sud (Troisvierges > Troisvierges)
- 2003 (Rabobank, una vittoria)

Kuurne-Bruxelles-Kuurne
- 2004 (Rabobank, una vittoria)

Batavus Pro Race
- 2006 (Rabobank, una vittoria)

Grote Prijs Gerrie Knetemann
- 2007 (Predictor-Lotto, una vittoria)

Druivenkoers
- 2008 (Silence-Lotto, una vittoria)

Grote Prijs Stad Zottegem

#### Altri successi
- 2006 (Rabobank)

Grand Prix Eugeen Roggeman-Stekene Individuee

## Piazzamenti

### Grandi Giri
- Giro d'Italia

2005: 135º
- Vuelta a España

2007: 79º
2008: 33º
2010: non partito (12ª tappa)

### Classiche monumento
- Milano-Sanremo

2010: 147º
- Giro delle Fiandre

2004: 100º
2007: ritirato
2008: 46º
2009: 16º
2010: 21º
- Parigi-Roubaix

2002: ritirato
2003: ritirato
2004: 73º
2005: 26º
2007: 60º
2008: 108º
2009: ritirato

### Competizioni mondiali
- Campionati mondiali

San Sebastián 1997 - In linea Junior: 4º
Valkenburg 1998 - In linea Junior: 10º